# Крей-Ножан-сюр-Уаз

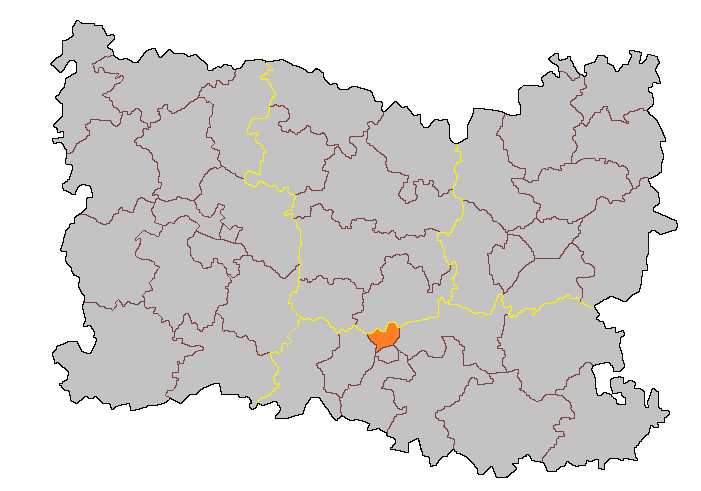
Кантон Крей-Ножан-сюр-Уаз на карте департамента Уаза

Крей-Ножан-сюр-Уаз (фр. Creil-Nogent-sur-Oise) — упраздненный кантон во Франции, регион Пикардия, департамент Уаза. Входил в состав округа Санлис.
В состав кантона входили коммуны (население по данным Национального института статистики за 2010 г.):
- Виллер-Сен-Поль (6 171 чел.)
- Крей (6 092 чел.) (западная часть города)
- Ножан-сюр-Уаз (18 833 чел.)

## Экономика
Структура занятости населения (без учета города Крей):
- сельское хозяйство — 0,1 %
- промышленность — 21,0 %
- строительство — 7,1 %
- торговля, транспорт и сфера услуг — 45,8 %
- государственные и муниципальные службы — 26,1 %

## Политика
На президентских выборах 2012 г. жители кантона отдали в 1-м туре Франсуа Олланду 37,9 % голосов против 21,0 % у Марин Ле Пен и 17,9 % у Николя Саркози, во 2-м туре в кантоне победил Олланд, получивший 61,7 % (2007 г. 1 тур: Сеголен Руаяль — 32,0 %, Саркози — 27,0 %; 2 тур: Руаяль — 53,0 %). На выборах в Национальное собрание в 2012 г. по 7-му избирательному округу департамента Уаза они поддержали кандидата социалистов, президента Регионального совета Пикардии Клода Жеверка, получившего 41,0 % голосов в 1-м туре и 58,1 % голосов - во 2-м туре.
|  | Кандидат    | Партия                  | % голосов |
|  | ----------- | ----------------------- | --------- |
|  | Жерар Вен   | Социалистическая партия | 62,13     |
|  | Лоран Гиньо | Национальный фронт      | 37,87     |

|  | Кандидат        | Партия                  | % голосов |
|  | --------------- | ----------------------- | --------- |
|  | Жерар Вен       | Социалистическая партия | 53,58     |
|  | Филипп Декуртре | Прочие правые           | 25,72     |
|  | Лоран Гиньо     | Национальный фронт      | 20,70     |